# Хоркера (Альбасете)
Хоркера (ісп. Jorquera) — муніципалітет в Іспанії, у складі автономної спільноти Кастилія-Ла-Манча, у провінції Альбасете. Населення — 457 осіб (2010).
Муніципалітет розташований на відстані близько 230 км на південний схід від Мадрида, 34 км на північний схід від Альбасете.
На території муніципалітету розташовані такі населені пункти: (дані про населення за 2010 рік)
- Алькосарехос: 16 осіб
- Кальсада-де-Вергара: 8 осіб
- Кубас: 41 особа
- Хоркера: 361 особа
- Мальдонадо: 31 особа

## Демографія
Динаміка населення (INE ):

## Галерея зображень

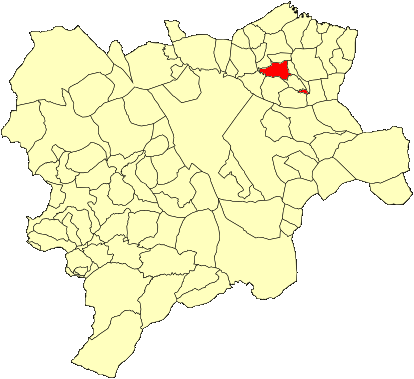
Розташування муніципалітету у провінції Альбасете
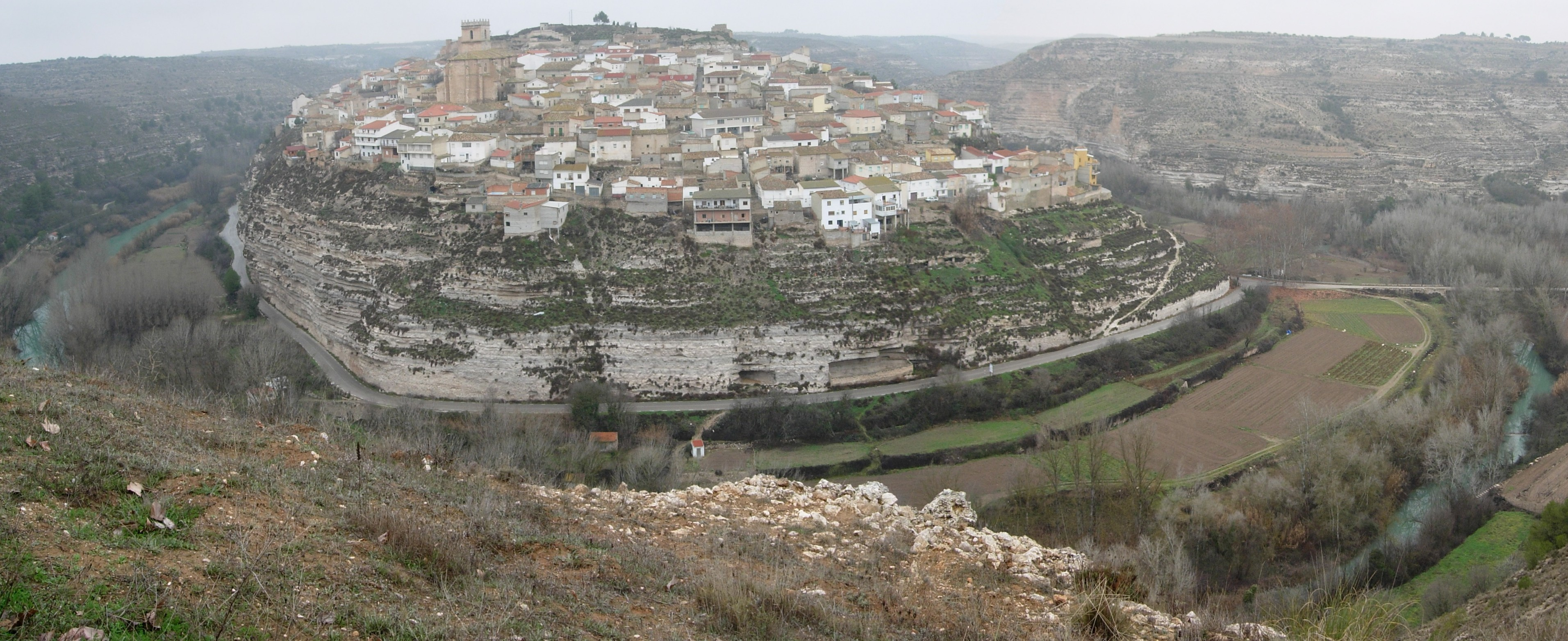
Хоркера